# Vélez Sarsfield (Buenos Aires)
Pour les articles homonymes, voir Vélez Sarsfield (homonymie).
Vélez Sarsfield est un des quarante-huit quartiers de Buenos Aires. Il tient son nom de Dalmacio Vélez Sarsfield, juriste et politicien qui a écrit le code civil argentin.